# ショウカワ・イコイ
ショウカワ・イコイ（学名：Shokawa ikoi）は、白亜紀前期に生息した水棲爬虫類の一類である。属名は化石が産出した荘川村（後の高山市）に由来し、種名は化石の発見者である、柴田憩「シバタ・イコイ」に由来する。

## 形態
完全な化石が発見されていないため不明な部分も多いが、国立科学博物館の真鍋真の推測では、長い体と潜水に向いた長い尾、短い胴体に対して長い首と小さな頭部を持っていたと推測されており、淡水中に生息していた。また、同博物館の松本涼子は、体長は60cm以上に及ぶと推測している。

## 沿革

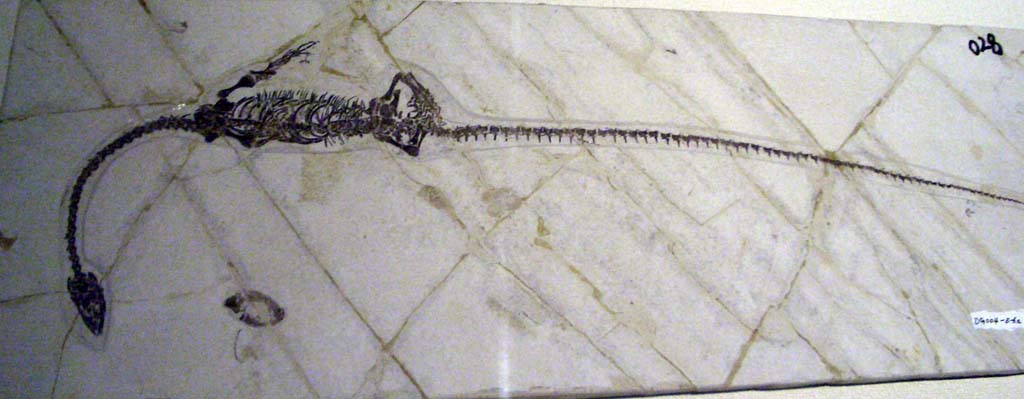
2004年に記載された近縁種ヒファノサウルス・バイタイゴウエンシス

本種の化石は、岐阜県荘川村の手取層群から1991年に発見された。1999年に真鍋によってコリストデラ類の一種として記載されたが、コリストデラ類としてよく知られていたワニ状の体型のチャンプソサウルスとは別類として考えられた。その後、中国で本種と類似する首長のヒファロサウルス類が次々と発見され、ローラシア東部の淡水域に広く分布したヒファロサウルス科の一種として位置づけられることとなった。